# Gilcrest
Gilcrest – miasto w Stanach Zjednoczonych, w stanie Kolorado, w hrabstwie Weld.